# Quararibea floribunda
Quararibea floribunda är en malvaväxtart som först beskrevs av A. St.-hil. och Naud., och fick sitt nu gällande namn av Karl Moritz Schumann. Quararibea floribunda ingår i släktet Quararibea och familjen malvaväxter. Inga underarter finns listade i Catalogue of Life.